# Институт кино имени Морица Бингера
Институт кино имени Морица Бингера, или Binger Filmlab (нидерл. Maurits Binger Film Instituut), — высшее учебное заведение в Амстердаме, Нидерланды. Институт создан в 1996 году. Назван в честь одного из зачинателей нидерландского кино — Морица Бингера.
Института кино имени Морица Бингера — автономная организация объединённая с Амстердамской школой искусств. Функционирует в соответствии с голландскими законами о высшем образовании и полностью финансируется Министерством образования, культуры и науки Нидерландов.
Одной из основных причин основания Института кино имени Морица Бингера стал постоянно растущий спрос на качественные киносценарии для международного зрителя. Институт призван готовить профессиональные кадры для киноиндустрии. Задача института — обеспечивать сценаристов, редакторов сценариев, режиссёров и продюсеров возможностью повышения их квалификации.